# Hunge
Hunge är en småort i Bräcke kommun i Jämtlands län belägen i Bodsjö distrikt (Bodsjö socken) vid Hungsjön omkring två mil väster om Bräcke.